# 戦国時代の人物一覧 (中国)
戦国時代の人物一覧は、中国の戦国時代における著名な人物の一覧である。範囲は魯の哀公27年（紀元前468年）から秦朝の滅亡（紀元前206年）までを扱う。

## 東周
周王
- 貞定王介
- 哀王去疾
- 思王叔
- 考王嵬
- 威烈王午
- 安王驕
- 烈王喜
- 顕王扁
- 慎靚王定
- 赧王延

王子
- 周王子定、晋に亡命した（『史記』六国年表）

畿内諸侯
- 西周桓公掲、周の考王の弟（『史記』周本紀）
- 西周威公竈、西周の桓公の子（『史記』周本紀）
- 西周恵公、西周の威公の長子（『史記』周本紀）
- 西周武公、西周の恵公の子（『史記索隠』周本紀）
- 西周文公、西周の武公の子（『史記索隠』周本紀）
- 東周恵公班、一名に傑、一名に根、西周の恵公の弟（『史記』周本紀、『史記』六国年表所引『竹書紀年』、『太平御覧』巻85所引『帝王世紀』、『韓非子』）
- 東周恵文君、一に周文君と作る
- 東周君（『史記』周本紀）

王朝大臣
- 甯越（『漢書』芸文志）
- 屠黍、もとは晋の人（『呂氏春秋』、『説苑』は屠餘と作る）
- 義蒔（『呂氏春秋』、『説苑』は錡疇と作る）
- 田邑（『呂氏春秋』）
- 史驎（『呂氏春秋』、『説苑』は史理と作る）
- 趙駢（『呂氏春秋』、『説苑』は趙巽と作る）
- 太史儋、周太史（『史記』周本紀、封禅書、老子列伝）
- 周最、西周公子、縦横家（『戦国策』）

女性
その他

## 秦/秦朝
君主
- 秦厲共公
- 秦躁公
- 秦懐公
- 秦霊公
- 秦簡公
- 秦恵公
- 秦出公
- 秦献公師隰
- 秦孝公渠梁
- 秦恵文王駟
- 秦武王蕩
- 秦昭襄王稷
- 秦孝文王柱
- 秦荘襄王子楚
- 始皇帝政（その26年以前を戦国時代とし、「秦王政」と称した。26年からは秦代で、始皇帝を称した。）
- 二世皇帝胡亥
- 秦王子嬰

公族
- 秦昭子、秦の懐公の太子（『史記』秦本紀）
- 公子虔、太子傅（『史記』商君列伝）
- 公孫賈、太子師（『史記』商君列伝）
- 公子少官（『史記』秦本紀）
- 藍田君秦子向（『古本竹書紀年』）
- 公孫壮（『古本竹書紀年』）
- 樗里疾、恵文王の異母弟（『史記』樗里子列伝）、秦の恵文王から昭襄王初年にかけての主要な将軍で、昭襄王の初年にひとたび相となった。人となり賢かつ智あり。
- 公子桑（『史記』六国年表、『史記』張儀列伝は公子華と作り、注は公子革と作る）
- 公子繇（『史記』張儀列伝）
- 公子通、恵文王子（『史記』秦本紀、『華陽国志』）
- 秦悼太子（『史記』秦本紀）
- 桑君（『史記』六国年表）

文官
- 司馬唐（『呂氏春秋』、『淮南子』、『漢書』古今人表は司馬庾と作る）
- 庶長竈（『史記』秦本紀）
- 庶長国（『史記』秦本紀）
- 監突（『呂氏春秋』）
- 公孫鞅、すなわち商鞅（『史記』商君列伝）、当時の主要な将軍でもある。
- 景監（『史記』商君列伝）
- 甘龍（『商君書』、『史記』秦本紀）
- 杜摯（『商君書』、『史記』秦本紀）
- 祝懽（『史記』商君列伝）
- 張儀（『史記』張儀列伝）
- 公孫衍、後に魏に亡命した。（『史記』張儀列伝）
- 史定、史官（『呂氏春秋』）
- 甘茂（『史記』甘茂列伝）、秦恵文王と秦武王のときの主要な将軍。
- 甘羅 （『史記』甘茂列伝）、甘茂の孫
- 楽池、相となった（『史記』秦本紀）
- 泠向（『戦国策』秦策一）
- 陳軫（『史記』張儀列伝）
- 左成（『戦国策』秦策二）
- 陳壮（『史記』六国年表）
- 共立（『韓非子』）
- 公孫竭（『呂氏春秋』）
- 張若（『華陽国志』）
- 屈蓋、秦の相となった（『戦国策』秦策）
- 李讎（『戦国策』秦策二）
- 馮宜（『戦国策』秦策二）
- 李醯（『史記』扁鵲倉公列伝）
- 行願（『戦国策』韓策）
- 庶長壮（『史記』六国年表）
- 范雎
- 蔡沢
- 昌文君
- 呂不韋
- 李斯
- 蒙毅

武官
- 胡蘇、蘇胡とも（『古本竹書紀年』）
- 右主然（『呂氏春秋』）
- 菌改、庶長改（『呂氏春秋』、『史記』秦本紀）
- 章蟜（『史記』六国年表）
- 庶長操（『史記』秦本紀）
- 魏卬（『史記』六国年表）もとは魏の人、秦の孝公に起用された衛鞅とたびたび戦い、衛鞅に欺かれた。恵文王初年に秦の将となる。
- 司馬錯（『史記』張儀列伝）
- 横門君（『戦国策』秦策一）
- 魏章（『史記』秦本紀、『史記』樗里子列伝）
- 田真黄（『華陽国志』）
- 都尉墨（『華陽国志』）
- 到満（『史記』秦本紀）
- 庶長封（『史記』秦本紀）
- 魏冄
- 羋戎
- 司馬錯（『史記』張儀列伝）
- 任鄙（『史記』樗里子列伝）
- 烏獲（『燕策』）
- 孟賁（『史記』范雎列伝、『史記』秦本紀は孟説と作る）
- 孟卯（『韓非子』）
- 白起
- 王齮
- 摎
- 楊端和
- 公孫胡昜
- 王齕
- 庶長奐
- 蒙武
- 麃公
- 蒙驁
- 桓齮
- 張唐
- 内史騰
- 蒙恬
- 王翦
- 王賁
- 李信
- 羌瘣

女性
- 秦出公母（『史記』秦本紀、『呂氏春秋』作秦小主夫人）
- 秦恵文后、楚人（『史記』秦本紀）
- 秦悼武后、魏人（『史記』秦本紀）
- 宣太后、昭王母、楚人（『史記』秦本紀）

その他
- 智開、もとは晋の人（『史記』秦本紀、『史記』六国年表）
- 智寛󠄁、もとは晋の人（『史記』六国年表）
- 尸佼、食客（『史記』商君列伝）
- 孟蘭皋（『史記』商君列伝）
- 趙良（『史記』商君列伝）
- 唐姑果、墨者（『呂氏春秋』）
- 腹䵍、墨者（『呂氏春秋』）
- 寒泉子、処士（『戦国策』秦策一）
- 秦侏儒（『韓非子』）
- 医竘（『尸子』）
- 邵鼛（『秦詛楚文』）
- 田萃之（『戦国策』秦策一）
- 扁鵲（『史記』扁鵲倉公列伝）
- 南宮掲、道士（『史記』秦本紀）
- 牛缺（『呂氏春秋』）
- 魏醜夫（『戦国策』秦策二）
- 庸芮（『戦国策』秦策二）
- 趙高

## 魏
君主
- 魏桓子駒
- 魏文侯斯
- 魏武侯撃
- 魏恵王罃
- 魏襄王嗣
- 魏昭王遫
- 魏安釐王圉
- 魏景湣王増
- 魏王假

公族
- 季成、魏成子、楼季、魏の文侯の弟（『呂氏春秋』、『新序雑事』）
- 魏摯、魏訴とも、魏の文侯の子（『説苑』、『韓詩外伝』）
- 魏緩、魏元とも、魏の武侯の子（『史記』魏世家、『漢書』地理志元城県の条）
- 山陽君（『戦国策』楚策一）
- 信陵君魏無忌

文官
- 任章（『戦国策』魏策一、『説苑』は任増と作る）
- 趙葭（『韓非子』、『戦国策』趙策一）
- 翟璜、翟觸とも（『呂氏春秋』、『新序雑事』）
- 楽騰（『呂氏春秋』、『新序雑事』）
- 王孫苟端（『呂氏春秋』、『新序雑事』）
- 李克（『史記』魏世家）
- 屈侯鮒（『史記』魏世家、『韓詩外伝』作趙蒼唐）
- 卜商、字子夏（『史記』魏世家）、孔子学生、儒家西河学派の創立者及領袖、其未出仕于魏、列于文臣不妥。
- 段干木（『史記』魏世家）、子夏の学生、魏国初期の儒家の代表人物のひとり。
- 田子方（『史記』魏世家）、子夏の学生、戦国初期の儒家の代表人物のひとり。
- 李悝、魏の相（『韓非子』）、子夏の学生、戦国初期の法家の代表人物のひとり。
- 堵師賛、睹師賛とも（『韓非子』、『戦国策』魏策一）
- 任痤（『呂氏春秋』）
- 趙倉唐、舎人（『説苑』）
- 解扁（『淮南子』）
- 師經（『説苑』）
- 田文、商文とも、魏の相（『史記』呉起列伝、（『呂氏春秋』）
- 公叔、魏の相（『史記』呉起列伝）
- 公孫痤、公叔痤とも（『史記』魏世家、『戦国策』魏策一、『呂氏春秋』）
- 恵施（『荘子』、『荀子』、『韓非子』、『呂氏春秋』）

武官
- 呉起（『史記』呉起列伝）、先是師従孔子学生曾子、後師従子夏、兵家兼法家。
- 西門豹（『史記』滑稽列伝）
- 楽羊（『韓非子』、『戦国策』魏策一）
- 李宗（『史記』老子韓非列伝）
- 翟角、翟員とも、斉を討った（『古本竹書紀年』）
- 王錯（『戦国策』魏策一、『史記』魏世家）
- 巴甯（『戦国策』魏策一）
- 爨襄（『戦国策』魏策一）
- 龍賈（『古本竹書紀年』）
- 龐涓（『史記』孫武列伝）
- 晋鄙（『魏策四』）

女性
- 大巫嫗（『史記』滑稽列伝）
- 公子傾、魏文侯女（『戦国策』中山策）

その他
- 解狐（『韓詩外伝』）
- 荊伯柳（『韓詩外伝』）
- 侯嬴
- 朱亥

## 韓
君主
- 韓康子虎
- 韓武子啓章
- 韓景侯虔
- 韓烈侯取
- 韓文侯猷
- 韓哀侯屯蒙
- 韓共侯若山
- 韓釐侯武
- 韓宣恵王康
- 韓襄王倉
- 韓釐王咎
- 韓桓恵王然
- 韓王安

家族
- 韓厳、字は山堅（『史記』韓世家、『古本竹書紀年』）
- 堂谿公（『韓非子』）
- 韓玘（『古本竹書紀年』）

文官
- 段規（『韓非子』、『戦国策』趙策一）
- 侠累、侠傀とも、韓の相（『史記』刺客列伝）
- 厳遂、字は仲子（『史記』刺客列伝）
- 許息、韓の使者（『古本竹書紀年』）
- 申不害、韓の相（『史記』老荘申韓列伝）
- 趙卓（『戦国策』韓策一、『韓非子』は趙紹と作る）
- 韓竈（『戦国策』韓策一、『韓非子』は韓沓と作る）
- 田厳（『韓非子』）

武官
- 驫羌（「驫羌鐘」銘文）
- 暴鳶

女性
- 聶政の母（『史記』刺客列伝）
- 聶栄、聶政の姉（『史記』刺客列伝）

その他
- 聶政（『史記』刺客列伝）
- 陽豎、陽堅とも（『戦国策』東周策）
- 公孫頎、本宋人（『史記』魏世家）

## 趙
君主
- 趙襄子無恤
- 趙桓子嘉
- 趙献子浣
- 趙烈侯籍
- 趙武公
- 趙敬侯章
- 趙成侯種
- 趙粛侯語
- 趙武霊王雍
- 趙恵文王何
- 趙孝成王丹
- 趙悼襄王偃
- 趙幽繆王遷
- 代王嘉

家族、封君
- 趙伯魯、趙襄子の兄（『史記』趙世家）
- 代成君趙周、趙伯魯の子（『史記』趙世家）
- 番吾君（『史記』趙世家）
- 趙公子朝、『史記』魏世家は公子朔と作る。趙の武公の子（『史記』趙世家）
- 平原君趙勝、与趙成侯争立（『史記』趙世家）
- 趙緤、与趙粛侯争立（『史記』趙世家）
- 趙公子范（『史記』趙世家）

文官
- 延陵生（『韓非子』、『戦国策』趙策一）
- 張孟談（『韓非子』、『戦国策』趙策一、『国語』）
- 原過（『史記』趙世家）
- 高赫（『韓非子』、『史記』趙世家は高共と作る）
- 王登（『韓非子』、『呂氏春秋』は任登と作る）
- 中章（『韓非子』）
- 胥己（『韓非子』）
- 公仲連、趙相（『史記』趙世家）
- 牛畜（『史記』趙世家）
- 荀欣、中尉（『史記』趙世家）
- 徐越、内史（『史記』趙世家）
- 大戊午、大成午とも、趙の相（『史記』趙世家、『漢書』古今人表）
- 麛皮、使楚（『戦国縦横家書』第27章）
- 唐尚、使魏（『呂氏春秋』）
- 藺相如
- 郭開

武官
- 孔屑、斉を討った（『古本竹書紀年』、『呂氏春秋』は孔青と作る）
- 楽祚、魏に捕らえられた（『戦国策』魏策一）
- 廉頗
- 趙奢
- 李牧
- 司馬尚
- 龐煖
- 趙括

女性
- 空同氏、趙襄子の妻（『史記』趙世家）

その他
- 鄭歌者槍（『史記』趙世家）
- 鄭歌者石（『史記』趙世家）

## 楚
君主
- 楚恵王章
- 楚簡王中
- 楚声王当
- 楚悼王疑
- 楚粛王臧
- 楚宣王良夫
- 楚威王商
- 楚懐王槐
- 楚頃襄王横
- 楚考烈王完
- 楚幽王悍
- 楚哀王猶
- 楚王負芻

公族和封君
- 魯陽文君（『渚宮旧事』、曾侯乙墓）
- 陽城君（曾侯乙墓、『呂氏春秋』）
- 平輿君（曾侯乙墓）
- 養君（曾侯乙墓）
- [集阝]君（曾侯乙墓）
- 䣓君（曾侯乙墓）
- 䣄君（曾侯乙墓）
- 屈宜臼、『淮南子』は屈宜若と作る。楚の大夫（『説苑』）
- 子蘭（『史記』屈原賈生列伝）
- 山陽君（『戦国策』楚策一）
- 彭城君（『戦国策』楚策一）
- 安陵君壇（『戦国策』楚策一）
- 春申君黄歇
- 昌平君（『史記』秦始皇本紀）
- 屈原、楚国公族のひとつである屈氏に属する
- 昭雎（『史記』楚世家）、楚国公族のひとつである昭氏に属する
- 景舎（『戦国策』楚策一）、楚国公族のひとつである景氏に属する
- 昭陽（『史記』楚世家）、楚国公族のひとつである昭氏に属する
- 屈匄（『史記』楚世家）、楚国公族のひとつである屈氏に属する
- 景陽（『史記』楚世家）、楚国公族のひとつである景氏に属する
- 荘蹻（『史記』西南夷列伝）、楚の荘王の后
- 景差（『史記』屈原賈生列伝）、楚国公族のひとつである景氏に属する

文官
- 穆賀（『墨子』貴義篇）
- 右尹黒（『史記』六国年表）
- 江乙、もとは魏の人（『戦国策』楚策一）
- 昭奚恤（『戦国策』楚策一、『韓非子』）
- 靳尚（『史記』楚世家）
- 陳軫（『史記』楚世家）
- 李園（『史記』楚世家）

武官
- 中子化（中子化盤銘文）
- 呉起 、もとは衛の人（『史記』呉起列伝）
- 唐眜 （『史記』楚世家）
- 逢侯丑（『史記』楚世家）
- 項燕

女性
- 江乙母（『列女伝』）
- 鄭袖（『史記』屈原賈生列伝）

その他
- 公輸盤、魯班とも（『墨子』魯問篇）
- 孟勝、墨子の弟子（『呂氏春秋』）
- 徐弱、孟勝の弟子（『呂氏春秋』）

## 燕
君主
- 燕成公
- 燕閔公（『史記』燕世家は燕の湣公と作る）
- 燕簡公（『史記』燕世家は燕の釐公と作る）
- 燕桓公
- 燕文公
- 燕易王脮
- 燕王噲
- 子之
- 燕昭王職
- 燕恵王戎人
- 燕武成王
- 燕孝王
- 燕王喜

家族、封君
- 燕太子平、燕王噲子（『史記』燕世家）
- 襄安君、燕王族（『戦国策』趙策四）
- 武安君蘇秦（『史記』蘇秦列伝）
- 昌国君楽毅（『史記』楽毅列伝）
- 昌国君楽間、楽毅の子（『史記』楽毅列伝）
- 成安君公孫操（『史記』趙世家）
- 高陽君栄蚠（『史記』燕世家）
- 燕太子丹、燕王喜子（『史記』燕世家）

諸臣
- 蘇代、蘇秦弟（『史記』蘇秦列伝）
- 蘇厲、蘇秦弟（『史記』蘇秦列伝）
- 鹿毛寿（『史記』燕世家）
- 市被（『史記』燕世家）
- 郭隗（『史記』燕世家）
- 鄒衍（『史記』燕世家）
- 劇辛（『史記』燕世家）
- 宮他（『戦国策』燕策一）
- 秦開（『魏略』）
- 騎劫（『史記』燕世家）
- 栗腹（『史記』燕世家）
- 爰秦（『史記』燕世家）
- 将渠（『史記』燕世家）
- 楽乗、後降趙（『史記』燕世家）
- 傅豹、本趙人（『史記』趙世家）
- 王容、本趙人（『史記』趙世家）
- 蘇射、本趙人（『史記』趙世家）
- 鞠武、太子傅（『史記』刺客列伝）
- 樊於期、本秦人（『史記』刺客列伝）

女性
- 燕文夫人、秦の恵王の娘、燕の文公にとついだ（『史記』蘇秦列伝）
- 燕易王后、秦女（『戦国策』燕策）
- 燕武成后、趙の恵文王の娘、燕の武成王にとついだ（『史記』趙世家孝成王元年）

その他
- 田光、燕の処士（『史記』刺客列伝）
- 荊軻（『史記』刺客列伝）
- 高漸離（『史記』刺客列伝）
- 秦舞陽（『史記』刺客列伝）

## 斉
君主
- 姜斉
  - 斉平公驁
  - 斉宣公積
  - 斉康公貸
- 田斉
  - 田成子恒
  - 田襄子盤
  - 田荘子白
  - 田悼子
  - 斉太公和
  - 田剡
  - 斉桓公午
  - 斉威王因斉
  - 斉宣王辟彊
  - 斉湣王地
  - 斉襄王法章
  - 斉王建

公子
- 孺子田喜、田剡子（『古本竹書紀年』）

国族
- 田布（『古本竹書紀年』）
- 田孫（『古本竹書紀年』）
- 田会（『古本竹書紀年』）
- 田寿（『古本竹書紀年』）
- 田忌、田居子、田期、田期思、田臣思、陳忌、陳臣思、徐州子期とも（『説苑』、『古本竹書紀年』、『戦国策』）
- 孟嘗君田文

文官
- 括子（『淮南子』）
- 牛子（『淮南子』）
- 無害子（『淮南子』）
- 成侯鄒忌、騶忌とも（『史記』田敬仲完世家、『史記』六国年表、『新序』）
- 淳于髠（『史記』田敬仲完世家、『新序』、『説苑』）
- 田解子、即檀子（『史記』田敬仲完世家、『説苑』）
- 黔逐子、即黔夫（『史記』田敬仲完世家、『説苑』）
- 田種首子、即種首（『史記』田敬仲完世家）
- 北郭刁勃子（『説苑』）
- 田盼（『史記』田敬仲完世家）
- 孫臏、軍師（『史記』孫武列伝）
- 即墨大夫（『史記』田敬仲完世家）
- 阿大夫、煮殺（『史記』田敬仲完世家）
- 段干朋、段干綸とも（『史記』田敬仲完世家、『戦国策』斉策一）
- 牟辛、大夫（『史記』田敬仲完世家）

武官
- 田単

女性
- 鄒忌妻（『戦国策』斉策一）
- 斉湣王后（『史記』田敬仲完世家）

その他
- 中行文子荀寅、もとは晋の人（『春秋左氏伝』哀公二十七年）
- 顔晋、顔涿聚の子（『春秋左氏伝』哀公二十七年）
- 徐公（『戦国策』斉策一）

## 晋
君主
- 晋出公鑿
- 晋哀公驕
- 晋幽公柳
- 晋烈公止
- 晋孝公頎
- 晋静公倶酒

公子
- 晋太子喜（『御覧』巻八七九）

国族
- 智氏、輔氏
  - 智瑶、智襄子（『春秋左氏伝』哀公二十七年、『国語』、『戦国策』）
  - 智国（『国語』晋語九）
  - 智顔、智氏世子（『戦国策』宋衛策）
  - 智過、智果とも、後為輔氏（『韓非子』、『戦国策』趙策一）
  - 智開、秦に亡命した（『史記』秦本紀、『史記』六国年表）
  - 智寛󠄁、秦に亡命した（『史記』六国年表）
- 士氏
  - 士茁（『国語』）
- 新稚氏
  - 新稚穆子（『国語』）

諸臣
- 酅魁塁（『春秋左氏伝』哀公二十七年）
- 公孫衍、犀首（『戦国策』宋衛策）
- 韓龍（『古本竹書紀年』）
- 郗疵（『戦国策』趙策一）
- 豫譲（『史記』刺客列伝）
- 屠黍、晋の出公の太史、周に亡命した（『呂氏春秋』）

女性
- 豫譲の妻（『史記』刺客列伝）
- 秦嬴、晋の幽公の夫人（『史記』晋世家）

## 衛
君主
- 衛悼公黔
- 衛敬公弗
- 衛昭公糾
- 衛懐公亶
- 衛慎公穨
- 衛声公訓
- 衛成侯遫
- 衛平侯勁（子南氏）
- 衛嗣君（『古本竹書紀年』は衛の孝襄侯と作る）
- 衛懐君
- 衛元君
- 衛君角

国族
- 南氏
  - 南文子公孫弥牟、字子之（『戦国策』宋衛策、『説苑』）

大臣
- 公孫倉（『古本竹書紀年』）

女性
その他

## 鄭
君主
- 鄭声公勝
- 鄭哀公易
- 鄭共公丑
- 鄭幽公已
- 鄭繻公駘
- 鄭康公乙

国族
- 駟氏
  - 駟桓子駟弘、字子般（『春秋左氏伝』哀公二十七年、『史記』六国年表）
  - 駟子陽、鄭の相（『史記』鄭世家、六国年表）
- 国氏
  - 国桓子、桓子思国参、字子思（『春秋左氏伝』哀公二十七年）

大臣
女性
その他
- 列禦寇（『列子』）

## 中山
君主
- 中山文公
- 中山武公
- 中山桓公
- 中山成公
- 中山王（サク）
- 中山王𫲨𧊒（シシ）
- 中山王尚

諸臣
- 季辛（『韓非子』）
- 爰騫（『韓非子』）
- 楽池、趙に亡命した
- 司馬喜、藍諸君（『戦国策』中山策）
- 張登（『戦国策』中山策）
- 田簡（『戦国策』中山策）
- 陰某（『戦国策』中山策）
- 公孫弘（『戦国策』中山策）
- 孫固、嗇夫（𫲨𧊒壺』）

女性
- 陰簡、中山王王后（『戦国策』中山策）
- 江姫、中山王妃（『戦国策』中山策）

## 魯
君主
- 魯悼公寧
- 魯元公嘉
- 魯穆公顕
- 魯共公奮
- 魯康公屯
- 魯景公匽
- 魯平公叔
- 魯文公賈
- 魯頃公讎

国族
- 孟孫氏
  - 孟武伯仲孫彘（『春秋左氏伝』哀公二十七年）
  - 孟敬子仲孫捷（『礼記』檀弓下）
- 叔孫氏
  - 叔孫文子叔孫舒（『春秋左氏伝』哀公二十七年）
- 季孫氏
  - 季康子季孫肥（『春秋左氏伝』哀公二十七年）
  - 季昭子季孫彊（『礼記』）
  - 費恵公、後独立為費国（『孟子』）

諸氏族
- 公儀氏
  - 公儀休（『循吏列伝』、『説苑』）
- 南宮氏
  - 南宮括、『説苑』は南宮适と作る（『呂氏春秋』）
- 子服氏
  - 子服厲伯（『韓非子』）

諸臣
- 端木賜、字は子貢、子贛（『春秋左氏伝』哀公二十七年）
- 泄柳、字は子庚（『孟子』）
- 孔伋、字は子思（『史記』孔子世家）
- 申詳（『孟子』）
- 辛寛󠄁、『説苑』は辛櫟と作る（『呂氏春秋』）
- 犁鉏（『韓非子』）
- 龐間氏（『韓非子』）
- 呉起、魏に亡命した（『史記』呉起列伝）

学者
- 曾参、字子輿（『説苑』）
- 曾申、曾参子（『礼記』）

その他
- 沈猶行（『孟子』）

## 越
君主
- 越王勾践
- 越王鹿郢、鼫与とも
- 越王不寿
- 越王朱句
- 越王翳
- 越王錯枝
- 越王無余之
- 越王無顓
- 越王無彊

公子、国族
- 諸咎、越王翳太子（『古本竹書紀年』）
- 豫、越王翳弟（『呂氏春秋』）

大臣
- 舌庸（『春秋左氏伝』哀公二十七年）
- 寺区（『古本竹書紀年』）
- 寺思（『古本竹書紀年』）
- 文種
- 范蠡

女性
- 西施

その他

## 宋
君主
- 宋昭公特
- 宋悼公購由
- 宋休公田
- 宋桓公辟兵
- 宋剔成君喜
- 宋康王偃

国族
- 戴氏
  - 戴驩（『韓非子』）

諸大臣
- 李史（『韓非子』）
- 景㪨（『古本竹書紀年』）

女性
その他
- 田譲、田襄子（『呂氏春秋』、『説苑』）
- 季梁、楊朱友（『韓非子』）

## 諸小国
- 滕国：滕定公、滕文公、滕元公（『孟子』）
- 蔡国：蔡声侯、蔡元侯、蔡侯斉（『史記』管蔡世家）
- 杞国：杞哀公、杞出公、杞簡公（『史記』陳杞世家）
- 曾国：曾侯乙（『曾侯乙墓』）
- 郯国：郯子鴣（『古本竹書紀年』）
- 巴国：巴蔓子、巴清（『華陽国志』、『史記』貨殖列伝）

## 夷狄
- 仇由君（『韓非子』説林下、『呂氏春秋』は厹繇君と作る）
- 赤章曼枝（『韓非子』説林下、『呂氏春秋』）
- 無弋爰剣、羌の人（『後漢書』西羌伝）
- 忍、爰剣の曾孫（『後漢書』西羌伝）
- 舞、忍の弟（『後漢書』西羌伝）
- 卬、忍の季父（『後漢書』西羌伝）
- 研、忍の子（『後漢書』西羌伝）
- 頭曼単于（『史記』匈奴列伝）